# Monthureux-sur-Saône
Monthureux-sur-Saône és un municipi francès, situat al departament dels Vosges i a la regió del Gran Est. L'any 2007 tenia 944 habitants.

## Demografia

### Població
El 2007 la població de fet de Monthureux-sur-Saône era de 944 persones. Hi havia 387 famílies, de les quals 129 eren unipersonals (48 homes vivint sols i 81 dones vivint soles), 157 parelles sense fills, 89 parelles amb fills i 12 famílies monoparentals amb fills.
La població ha evolucionat segons el següent gràfic:
Habitants censats

### Habitatges
El 2007 hi havia 512 habitatges, 394 eren l'habitatge principal de la família, 46 eren segones residències i 72 estaven desocupats. 393 eren cases i 116 eren apartaments. Dels 394 habitatges principals, 278 estaven ocupats pels seus propietaris, 104 estaven llogats i ocupats pels llogaters i 12 estaven cedits a títol gratuït; 4 tenien una cambra, 16 en tenien dues, 73 en tenien tres, 118 en tenien quatre i 182 en tenien cinc o més. 289 habitatges disposaven pel capbaix d'una plaça de pàrquing. A 192 habitatges hi havia un automòbil i a 139 n'hi havia dos o més.

### Piràmide de població
La piràmide de població per edats i sexe el 2009 era:
| Homes | Edats   | Dones |
| ----- | ------- | ----- |
| 0     | 95 o +  | 4     |
| 8     | 90 a 94 | 4     |
| 16    | 85 a 89 | 12    |
| 0     | 80 a 84 | 16    |
| 20    | 75 a 79 | 36    |
| 8     | 70 a 74 | 24    |
| 32    | 65 a 69 | 24    |
| 44    | 60 a 64 | 32    |
| 40    | 55 a 59 | 44    |
| 60    | 50 a 54 | 40    |
| 16    | 45 a 49 | 32    |
| 24    | 40 a 44 | 24    |
| 28    | 35 a 39 | 40    |
| 40    | 30 a 34 | 20    |
| 36    | 25 a 29 | 32    |
| 20    | 20 a 24 | 8     |
| 32    | 15 a 19 | 56    |
| 40    | 10 a 14 | 36    |
| 16    | 5 a 9   | 32    |
| 20    | 0 a 4   | 12    |

## Economia
El 2007 la població en edat de treballar era de 565 persones, 362 eren actives i 203 eren inactives. De les 362 persones actives 319 estaven ocupades (174 homes i 145 dones) i 43 estaven aturades (18 homes i 25 dones). De les 203 persones inactives 77 estaven jubilades, 30 estaven estudiant i 96 estaven classificades com a «altres inactius».

### Ingressos
El 2009 a Monthureux-sur-Saône hi havia 397 unitats fiscals que integraven 885,5 persones, la mediana anual d'ingressos fiscals per persona era de 15.378 €.

### Activitats econòmiques
Dels 58 establiments que hi havia el 2007, 3 eren d'empreses alimentàries, 3 d'empreses de fabricació d'altres productes industrials, 5 d'empreses de construcció, 15 d'empreses de comerç i reparació d'automòbils, 4 d'empreses de transport, 2 d'empreses d'hostatgeria i restauració, 2 d'empreses financeres, 4 d'empreses immobiliàries, 8 d'empreses de serveis, 9 d'entitats de l'administració pública i 3 d'empreses classificades com a «altres activitats de serveis».
Dels 21 establiments de servei als particulars que hi havia el 2009, 1 era una oficina d'administració d'Hisenda pública, 1 gendarmeria, 1 oficina de correu, 1 una oficina bancària, 1 funerària, 3 tallers de reparació d'automòbils i de material agrícola, 2 paletes, 1 lampisteria, 1 empresa de construcció, 2 perruqueries, 2 veterinaris i 5 restaurants.
Dels 9 establiments comercials que hi havia el 2009, 1 era un hipermercat, 2 fleques, 2 carnisseries, 1 una peixateria, 1 una llibreria, 1 una botiga de material de revestiment de parets i terra i 1 una joieria.
L'any 2000 a Monthureux-sur-Saône hi havia 10 explotacions agrícoles que ocupaven un total de 375 hectàrees.

## Equipaments sanitaris i escolars
L'únic equipament sanitari que hi havia el 2009 era una farmàcia.
El 2009 hi havia una escola elemental. Monthureux-sur-Saône disposava d'un col·legi d'educació secundària amb 284 alumnes.

## Poblacions més properes
El següent diagrama mostra les poblacions més properes.